# 4249 Křemže
A 4249 Křemže (ideiglenes jelöléssel 1984 SC2) a Naprendszer kisbolygóövében található aszteroida. Antonín Mrkos fedezte fel 1984. szeptember 29-én.